# Maximiliano Bajter
Maximiliano Bajter Ugollini (Montevideo, 1º marzo 1986) è un ex calciatore uruguaiano, di ruolo centrocampista.

## Biografia
Ha una moglie, una figlia e un cane.

## Caratteristiche tecniche
È un centrocampista polivalente.

## Carriera

### Club
Bajter iniziò la carriera nel Peñarol, con cui vinse il campionato nel 2010, ma fu tormentato dagli infortuni. Fu così ceduto in prestito al Fénix, per fargli recuperare la forma.
Il 18 luglio 2011, passò in prestito al Brann, con un contratto valido fino al termine della stagione. Il club norvegese si riservò il diritto di acquisirne le prestazioni a titolo definitivo. Fu Terje Liverød, agente norvegese ma stabilitosi in Uruguay, a guidarne il trasferimento al Brann, come successo precedentemente con Diego Guastavino. Scelse la maglia numero 18, poiché ingaggiato il 18 luglio, che in Uruguay è il giorno della costituzione.